# Frozza Orseolo
Frozza Orseolo (1015. – 17. veljače 1071.) bila je supruga austrijskog vladara.
Kći Otona Orseola († 1032.) i njegove supruge Grimelde Ugarske, Frozza je bila unuka Petra II. Orseola i sestra Petra Orseola, kralja Ugarske. 
Frozzin muž bio je Adalbert, austrijski markgrof te je njihov sin bio Ernest, austrijski markgrof, rođen 1027. U Austriji, Frozza je zvana Adelajda.